# Karadžić contra Croația
Cauza Karadžić contra Croația (petiția numărul 35030/04, hotărârea din 15 decembrie 2005) reprezintă o cauză judecată de către Curtea Europeană a Drepturilor Omului în care statul croat a fost condamnat pentru că nu au luat măsuri suficiente pentru a asigura punerea în executare a deciziilor judecătorești de returnare a minorului în Germania, găsind statul croat vinovat de violarea articolului 8 din Convenția Europeană a Drepturilor Omului

## Descrierea cazului
Reclamanta locuia în Germania, împreună cu fiul ei, al cărui tată locuia în Croația. După o vizită a copilului la tatăl său, acesta nu l-a mai lăsat să se întoarcă în Germania, fiind deci vorba de o răpire internațională de minori. Reclamanta a încercat să îl determine pe tatăl copilului să îi permită să ia copilul înapoi, însă nu a reușit. De aceea, a cerut unei instanțe germane să constate faptul că băiatul este reținut de tatăl său în contra prevederilor Convenției de la Haga privind situația copilului în raporturile de drept internațional privat, cererea sa fiind admisă. De aceea, guvernul german a luat legătura cu cel croat pentru a asigura, cu forța, readucerea copilului la mama sa. Multă vreme, serviciile de poliție croate au afirmat că nu l-au găsit pe tatăl copilului, motiv pentru care i s-au aplicat câteva amenzi. Ulterior, la domiciliul acestuia s-au prezentat trei polițiști și un executor judecătoresc care nu au reușit să ia copilul, întrucât tatăl său s-a împotrivit violent și a reușit să evadeze.

## Decizia Curții
Curtea a constatat că autoritățile croate nu au luat măsuri suficiente pentru a asigura punerea în executare a deciziilor judecătorești care au obligat tatăl copilului să permită acestuia ca băiatul să se întoarcă în Germania. Curtea a relevat în special faptul că poliția nu a reușit multă vreme să îl găsească pe acesta, după care au eșuat lamentabil în încercarea de a executa decizia judecătorească în timp ce amenzile și pedeapsa cu închisoarea aplicate nu par să se fi executat vreodată. De aceea, Curtea a constatat că art. 8 a fost violat.